# Parco nazionale Talampaya
Il Parco nazionale Talampaya è un parco nazionale che si trova in Argentina, nella provincia di La Rioja. Nel 1975 venne designato come Parco Provinciale, mentre nel 1997 venne dichiarato Parco Nazionale.

## Località
Il parco si estende su di una superficie di 2.150 km², ad un'altezza di 1.500 metri sul livello del mare. Il parco è stato creato per proteggere importanti siti archeologici e paleontologici trovati nella zona. Vi sono paesaggi di grande bellezza, con flora e fauna propri di un tipico bioma montano.
Il parco si trova in un bacino stretto fra il Cerro Los Colorados a ovest e la Sierra de Sañagasta a est. Il paesaggio è il risultato dell'erosione di acqua e vento in un clima desertico, con ampi sbalzi di temperatura: caldo estremo di giorno, freddo (con temperature che scendono al di sotto dello zero) di notte, piogge torrenziali d'estate e vento forte in primavera.
Nel 2000 il Parco è stato dichiarato Patrimonio dell'umanità dall'UNESCO, insieme con il Parco Provinciale Ischigualasto.

## Caratteristiche
Nel parco si possono trovare:
- il letto ormai asciutto del fiume Talampaya, dove milioni di anni fa vivevano i dinosauri (qui sono stati trovati numerosi fossili, anche se meno interessanti di quelli trovati nel vicino Parco Provinciale di Ischigualasto);
- la gola di Talampaya e le sue formazioni rocciose, con muri alti fino a 143 metri, che si restringe in un punto fino a soli 80 metri;
- i resti di antichi insediamenti indigeni, come le incisioni rupestri della Puerta del Cañón;
- un giardino botanico della flora locale, nel punto più stretto della gola;
- la fauna della regione, tra cui lama, lepri, volpi e condor.

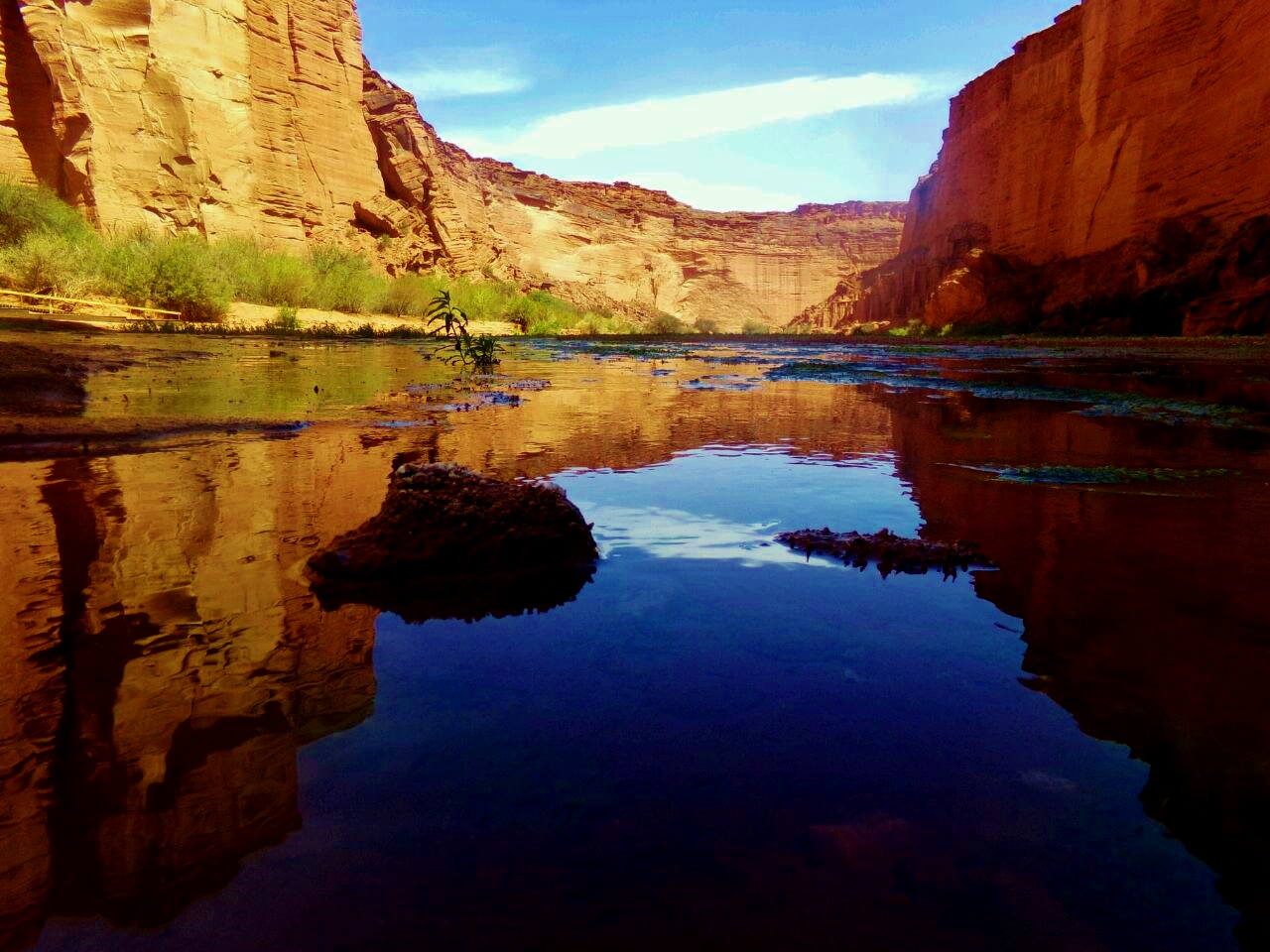
Riflesso dell'acqua nella gola o cañón dil fiume Talampaya.
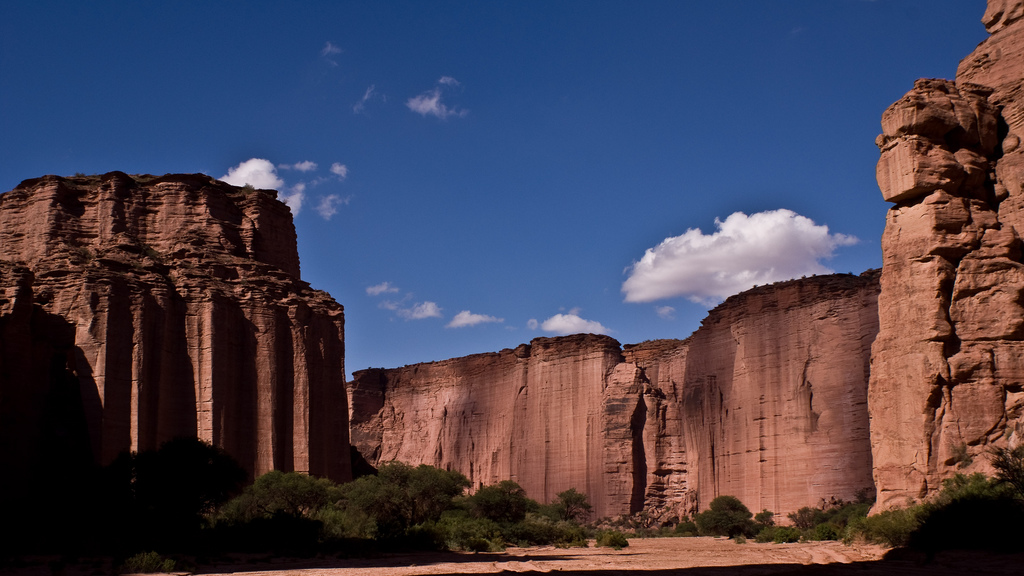
Dirupi nell'entrata più conosciuta del parco nazionale Talampaya.
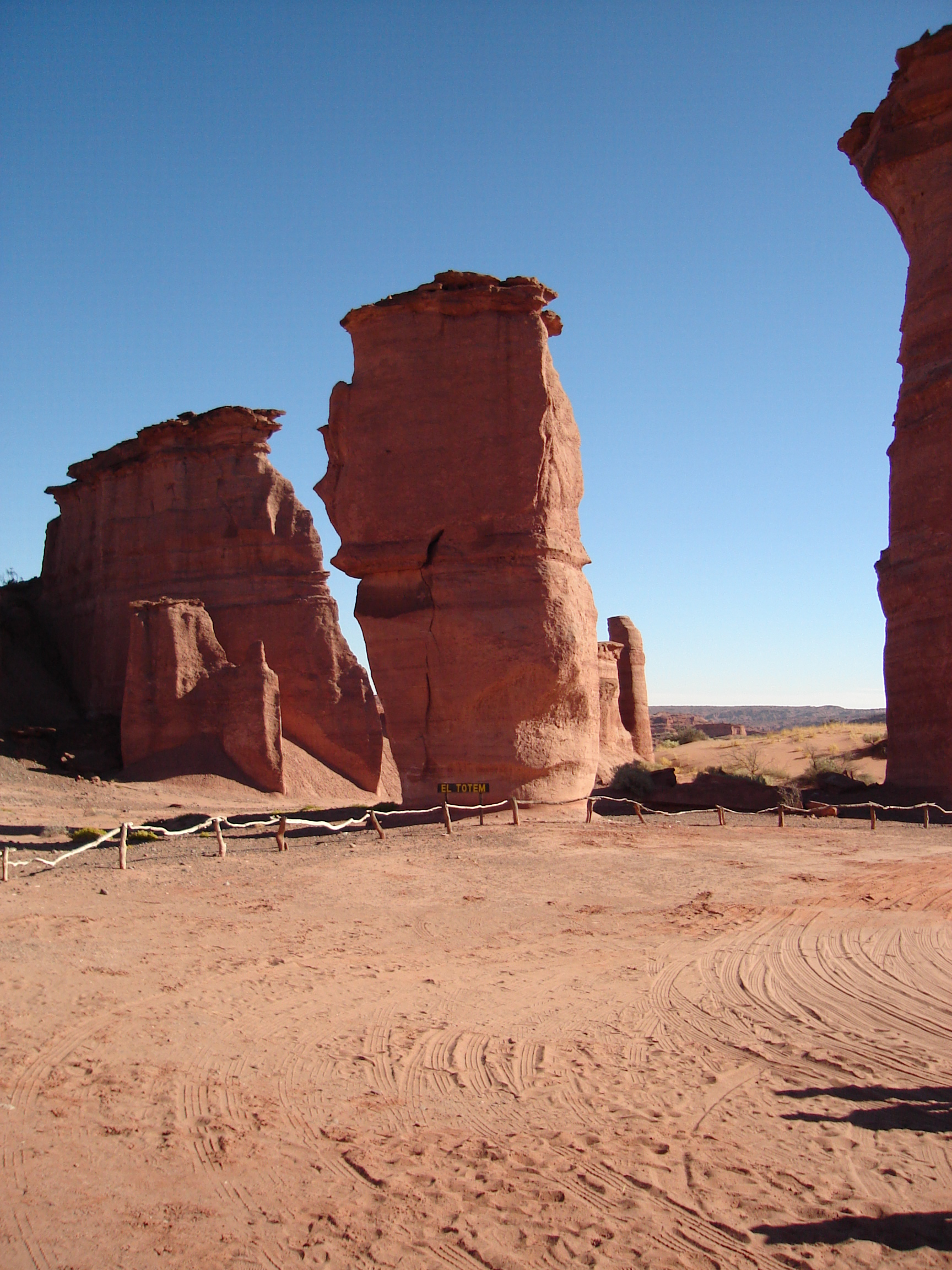
Geoforma chiamata "Totem".
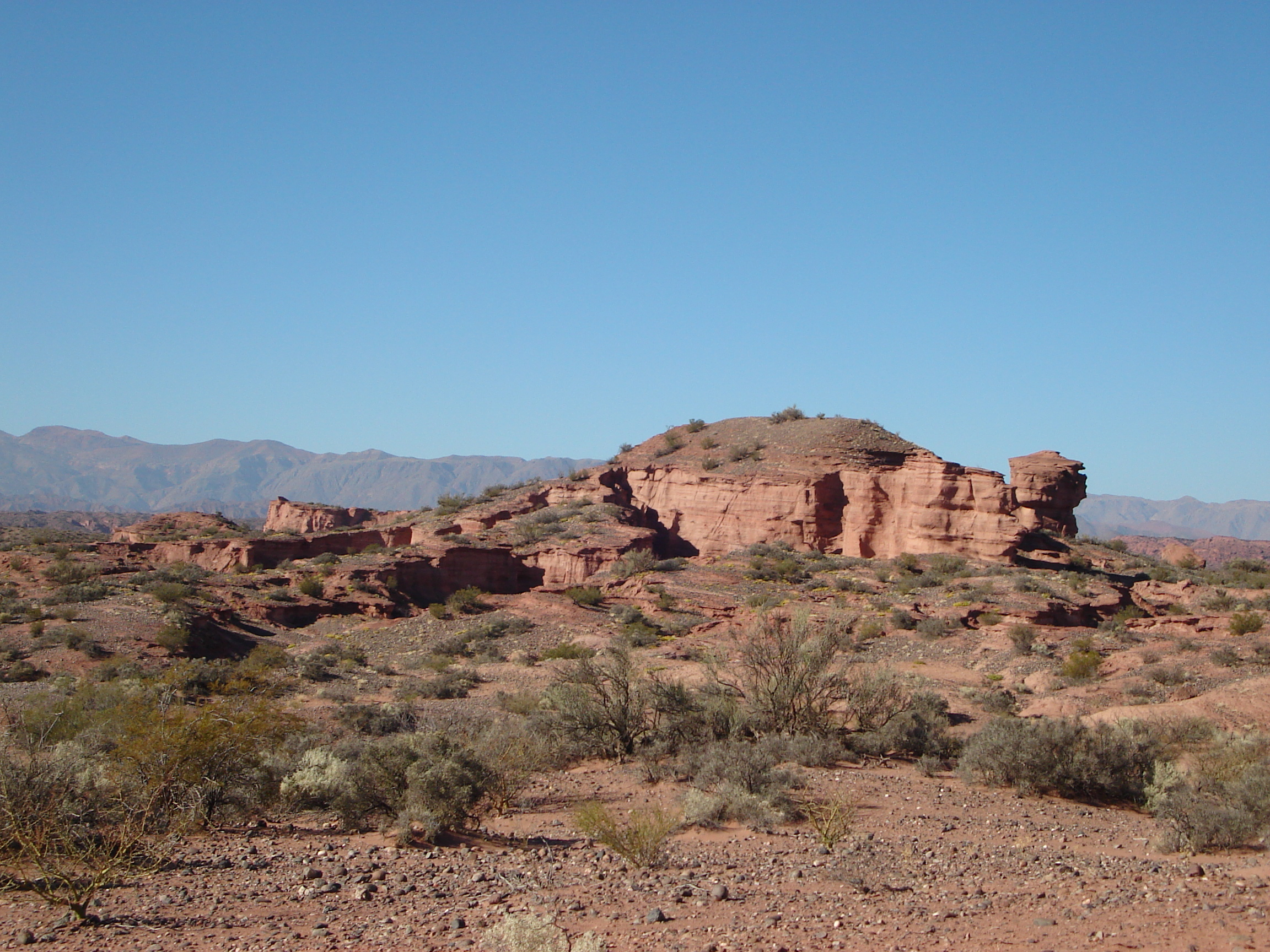
Geoforma chiamata "La Tortuga" (La Tartaruga).
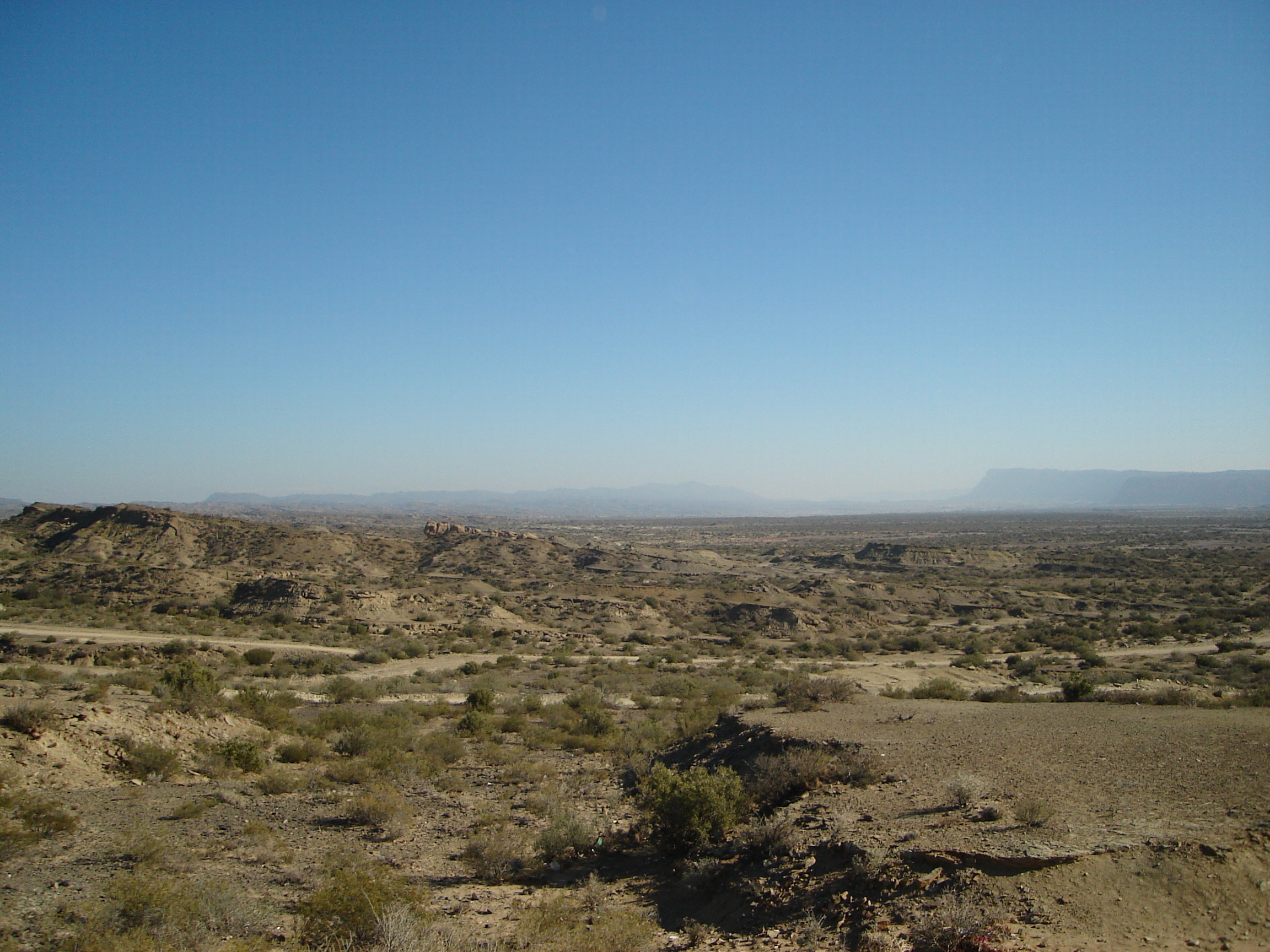
Paesaggio dalla rotta turistica strada al cannone .
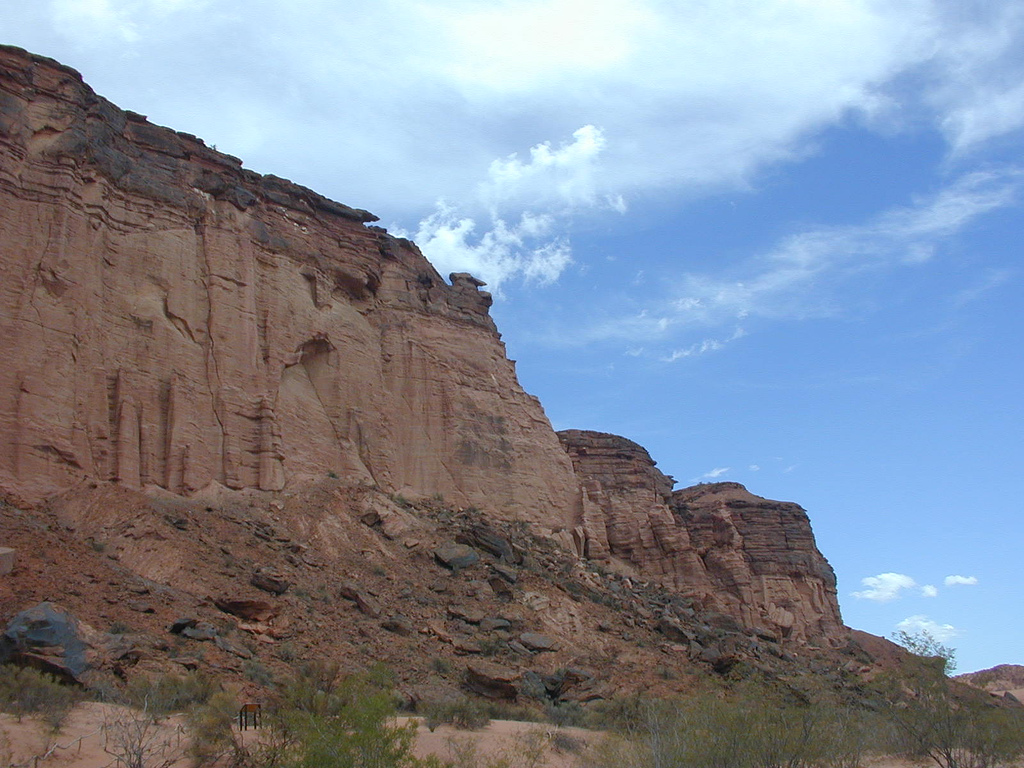
Uno scorcio del Parco nazionale Talampaya.
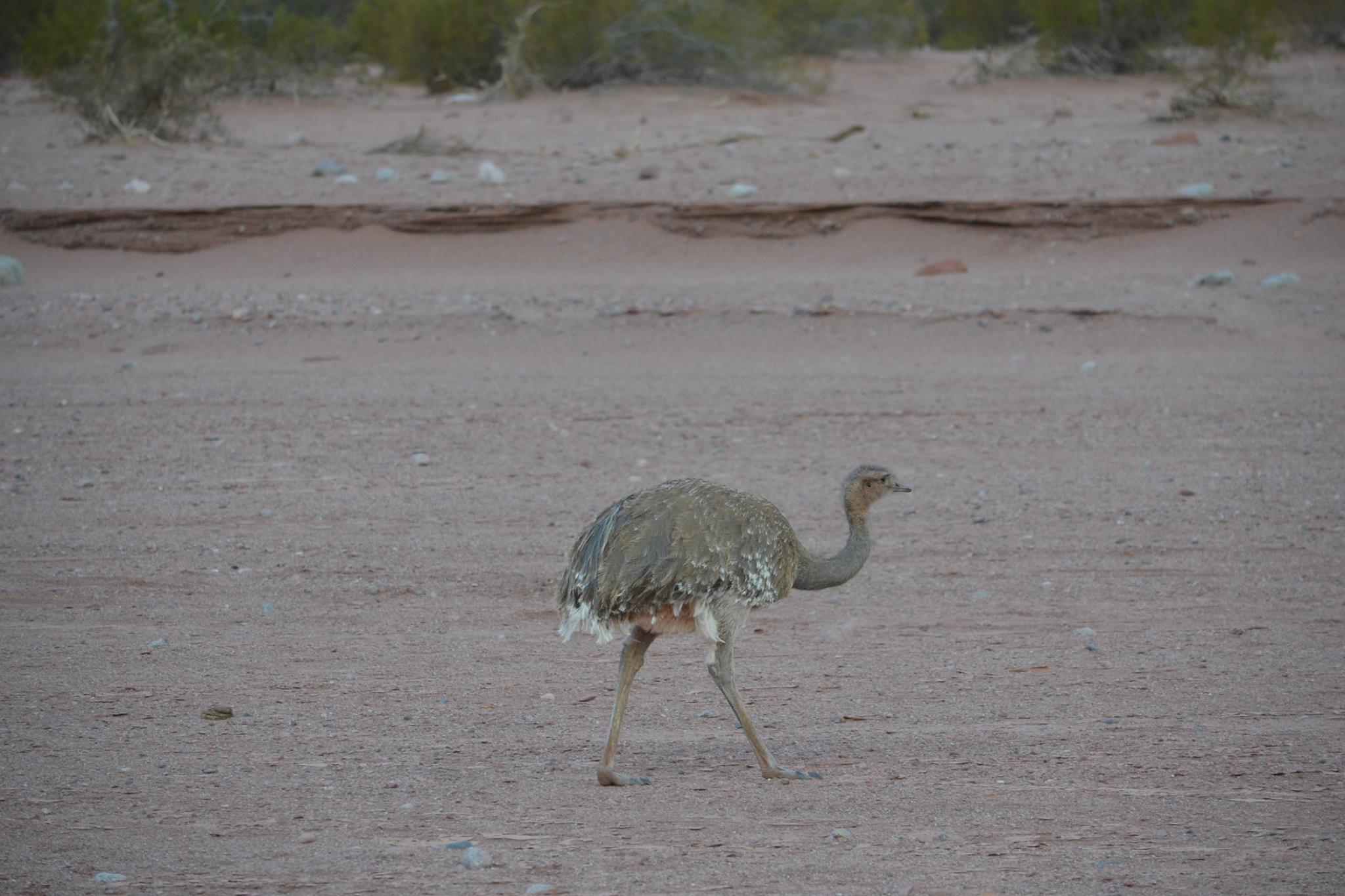
Nandù anche conosciuto come ñandú.
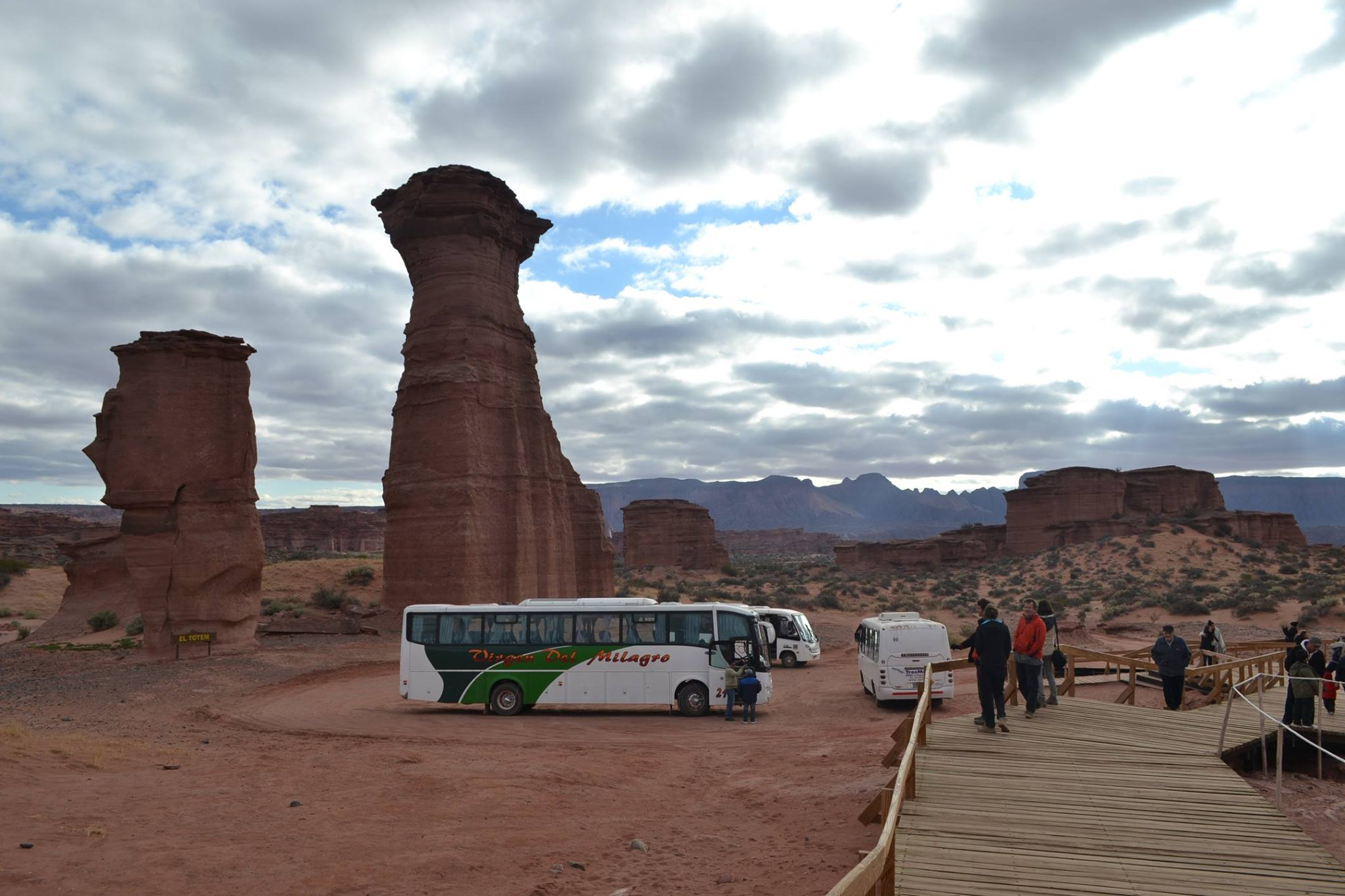
Autobus turistici di fronte a una Torre nel parco nazionale.
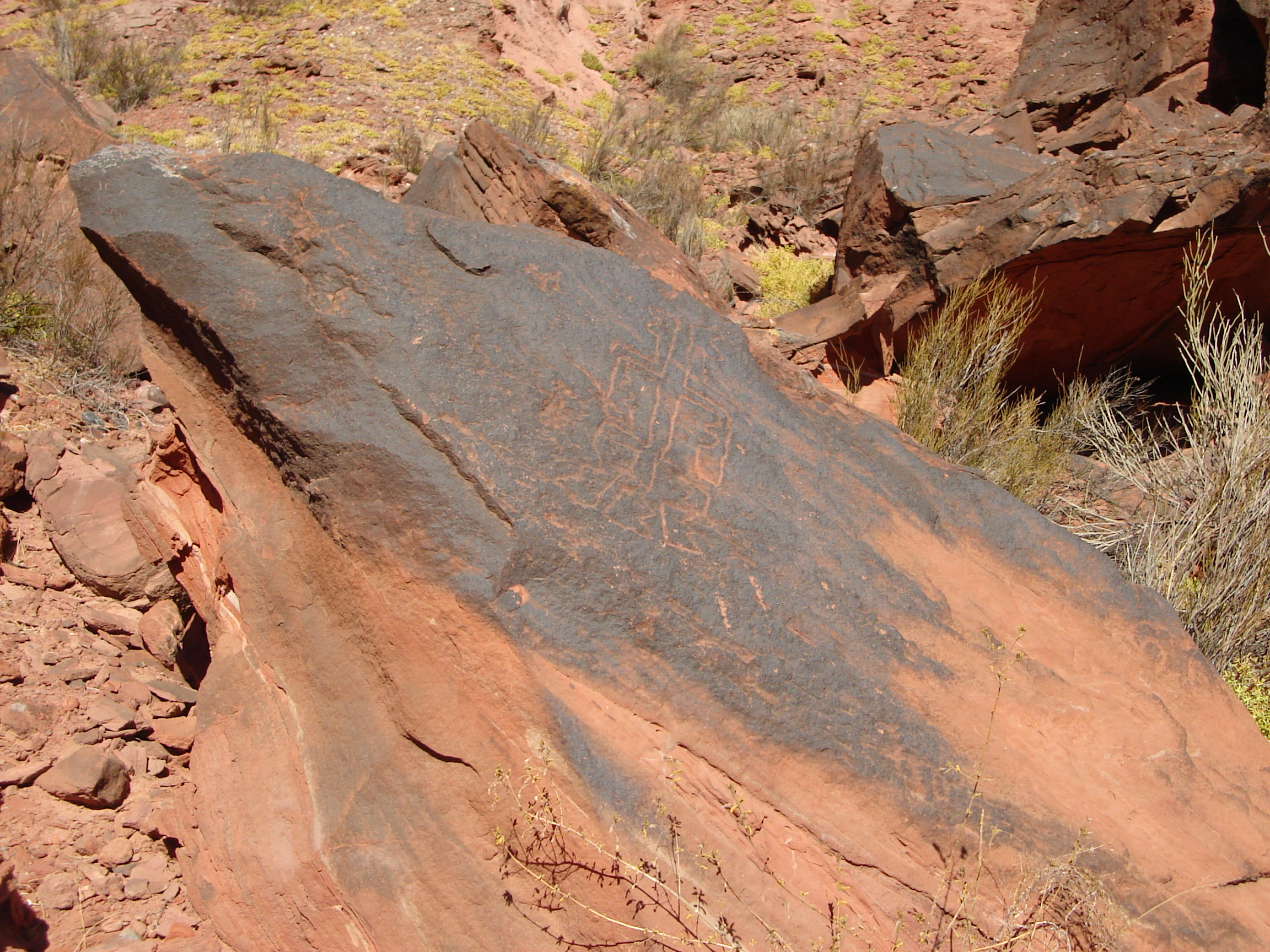
Petroglifo nell'entrata della gola o cañón.